# Thomas Ian Nicholas

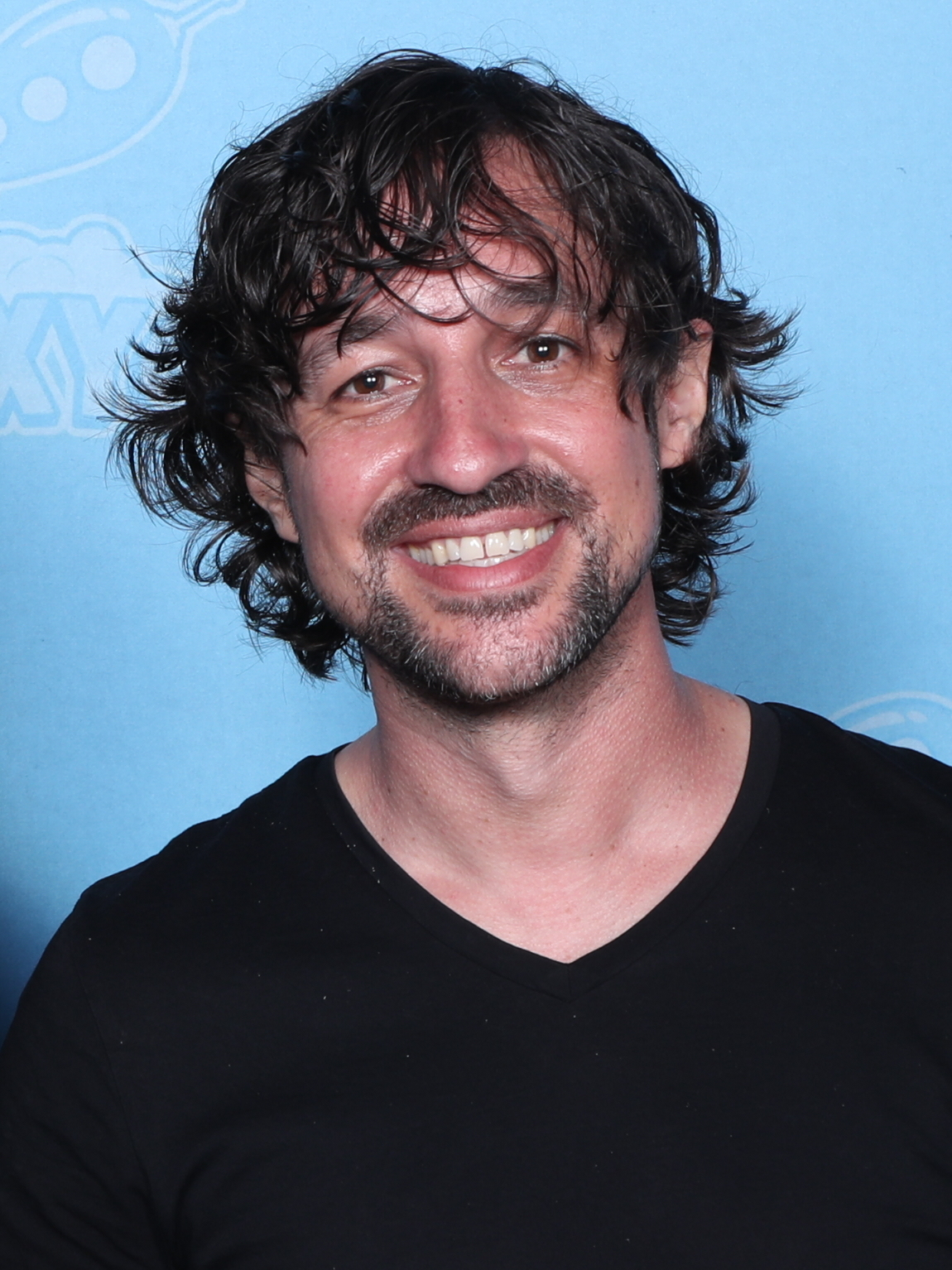
Thomas Ian Nicholas, 2021

Thomas Ian Nicholas (* 10. Juli 1980 in Las Vegas, Nevada) ist ein US-amerikanischer Schauspieler, Filmproduzent und Musiker.

## Leben
Nicholas, der durch die Rolle des Kevin Myers in der American-Pie-Reihe bekannt geworden ist, stand bereits im Alter von sieben Jahren vor der Filmkamera, als er in einer Folge der Fernsehserie Wer ist hier der Boss? den jungen Tony Danza verkörperte. Außerdem hatte er 1989 einen Gastauftritt in Eine schrecklich nette Familie. Dort spielte er in der Folge Frohe Weihnacht – Teil 1 (4. Staffel) den kleinen Bobby. 1992 hatte er in Richard Donners Fantasy-Drama Flug ins Abenteuer an der Seite von Elijah Wood und Tom Hanks seinen ersten Auftritt in einem Kinofilm. Es folgten weitere Rollen in Spielfilmen, aber auch in Serien wie Dr. Quinn – Ärztin aus Leidenschaft und Party of Five.
Parallel zu seiner Arbeit als Schauspieler hat er sich auch als Musiker etabliert. So gründete er 1998 seine eigene Band mit dem Namen T.I.N.men. Die drei Buchstaben T. I. N. stehen für die Initialen seines Namens. Während Nicholas singt und Gitarre spielt, sind Keith Catlow am E-Bass und Cameron Vodegel am Schlagzeug vertreten. Am 14. September 1999 veröffentlichte die Band ihr Debütalbum mit dem Titel Something More.
2004 gab Nicholas sein Debüt als Regisseur und Autor. Für die Filmkomödie L.A. D.J. schrieb er das Drehbuch, führte Regie und spielte die Hauptrolle. Dabei arbeitet er mit seinem Bruder Tim Scarne zusammen, der L.A. D.J. als Co-Autor, Hauptdarsteller und Filmproduzent betreute.
Nicholas ist seit dem 3. Januar 2007 mit D.J. Colette verheiratet.

## Filmografie (Auswahl)
Fernsehserien
- 1988: Wer ist hier der Boss? (Who’s the Boss?, eine Folge)
- 1989: Baywatch – Die Rettungsschwimmer von Malibu (Baywatch, eine Folge)
- 1989: Eine schrecklich nette Familie (Married … with Children, zwei Folgen)
- 1991: Bigfoot und die Hendersons (Harry and the Hendersons, eine Folge)
- 1991: Ein Strauß Töchter (Sisters, eine Folge)
- 1993/1995: Dr. Quinn – Ärztin aus Leidenschaft (Dr. Quinn, Medicine Woman, zwei Folgen)
- 1997: Ein Vater zum Küssen (The Tony Danza Show, eine Folge)
- 1998: Liebling, ich habe die Kinder geschrumpft (Honey, I Shrunk the Kids: The TV Show, eine Folge)
- 2000: Party of Five (acht Folgen)
- 2005: Medium – Nichts bleibt verborgen (Medium, eine Folge)
- 2005: Grey’s Anatomy (eine Folge)
- 2014–2015: Red Band Society (sechs Folgen)
- 2023: Underdeveloped (sechs Folgen)

Spielfilme
- 1992: Flug ins Abenteuer (Radio Flyer)
- 1992: Agoraphobia – Die Angst im Kopf (The Fear Inside, TV-Film)
- 1993: Der Durchstarter (Rookie of the Year)
- 1995: Knightskater – Ritter auf Rollerblades (A Kid in King Arthur’s Court)
- 1997: Aladdin und der Wunderknabe (A Kid in Aladdin’s Palace)
- 1999: American Pie – Wie ein heißer Apfelkuchen (American Pie)
- 2000: Cutaway – Jede Sekunde zählt! (Cutaway, TV-Film)
- 2001: American Pie 2
- 2002: Halloween: Resurrection
- 2002: Die Regeln des Spiels (The Rules of Attraction)
- 2003: American Pie – Jetzt wird geheiratet (American Wedding)
- 2004: L.A. D.J.
- 2006: Die Casting Couch – Heiße Dates und sexy Girls (Cattle Call)
- 2008: Sherman’s Way
- 2009: The Bridge to Nowhere
- 2010: Please Give
- 2011: Krieger des Lichts (Fading of the Cries)
- 2011: InSight
- 2012: American Pie: Das Klassentreffen (American Reunion)
- 2012: Delivering the Goods
- 2014: 10 Cent Pistol
- 2015: Walt vor Micky (Walt Before Mickey)
- 2016: The Lost Tree
- 2017: Trailer Park Shark (TV-Film)
- 2018: Living Among Us
- 2019: Zeroville
- 2020: Adverse

## Auszeichnung
Nicholas wurde 1996 für seine Darstellung in Knightskater – Ritter auf Rollerblades für den Young Artist Award nominiert.